# Delicia Washington
Delicia Washington (Macclenny, Florida, 11 de maig de 1997) és una jugadora de bàsquet nascuda als Estats Units i que competeix internacionalment amb la selecció de Sudan del Sud. Des del mes de gener de 2025 juga al Club Joventut Badalona, de la lliga femenina.
Es va formar a les universitats de Florida i Clemson, i va començar jugant a Europa a les files del San Martino. L'estiu va fitxar pel Fuerza Regia mexicà, i va tornar a Europa en el mes d'agost fitxant pel Hapoel Jerusalem.
En el mes de gener de 2023 arriba a la Lliga Femenina fitxant per l'SPAR Gran Canària. L’estiu següent canvia d'equip i juga amb l'IDK Euskotren, també de Lliga Femenina. Formarà part de l'equip basc fins al gener de 2025, quan fitxa pel Club Joventut Badalona.